# Medford (Minnesota)
Medford és una població dels Estats Units a l'estat de Minnesota. Segons el cens del 2000 tenia 984 habitants.

## Demografia
Segons el cens del 2000, Medford tenia 984 habitants, 377 habitatges, i 275 famílies. La densitat de població era de 558,7 habitants per km².
Dels 377 habitatges en un 35,5% hi vivien nens de menys de 18 anys, en un 60,2% hi vivien parelles casades, en un 8,5% dones solteres, i en un 26,8% no eren unitats familiars. En el 21,8% dels habitatges hi vivien persones soles el 10,6% de les quals corresponia a persones de 65 anys o més que vivien soles. El nombre mitjà de persones vivint en cada habitatge era de 2,6 i el nombre mitjà de persones que vivien en cada família era de 3,01.
Per edats la població es repartia de la següent manera: un 25,4% tenia menys de 18 anys, un 10,6% entre 18 i 24, un 31,3% entre 25 i 44, un 23,2% de 45 a 60 i un 9,6% 65 anys o més.
L'edat mediana era de 34 anys. Per cada 100 dones de 18 o més anys hi havia 106,2 homes.
La renda mediana per habitatge era de 50.000 $ i la renda mediana per família de 55.714 $. Els homes tenien una renda mediana de 31.628 $ mentre que les dones 24.318 $. La renda per capita de la població era de 18.886 $. Entorn del 3,3% de les famílies i el 4,4% de la població estaven per davall del llindar de pobresa.

## Poblacions més properes
El següent diagrama mostra les poblacions més properes.